# トッド・マラー
トッド・マイケル・マラー（Todd Michael Muller、1968年12月23日 - ）は、ニュージーランドの政治家。第14代ニュージーランド国民党党首を務めた。
同じ Muller の綴りでムラー、ミュラー、ミューラー等と読む姓もあるが、本人はマラー [ˈmʌlər] と名乗る。

## 来歴
1968年12月23日、テ・アロハ生まれ。
2020年5月22日、第17代国民党党首に就任した。しかし、わずか2カ月足らずの7月14日に健康上の問題を理由に辞任を表明した。